# Disposizioni sulla legge in generale
Le disposizioni sulla legge in generale, dette anche preleggi, sono un insieme di articoli previsti dal Regio Decreto 16 marzo 1942, n. 262, con il quale fu approvato anche il codice civile italiano. In origine consistevano in 31 articoli. Con la legge 31 maggio 1995, n. 218 furono abrogati gli articoli dal n. 17 al n. 31.

## Caratteristiche e struttura
Si tratta di legge ordinaria di livello paracostituzionale, quindi le disposizioni contenute in tali leggi si collocano subito al di sotto del livello costituzionale e poiché statuiscono disposizioni generali si pongono, come la Costituzione Italiana, al di sopra delle altre leggi, comprese le leggi speciali. In ogni caso, trattandosi comunque di legge ordinaria, le disposizioni possono essere derogate da un'altra legge ordinaria.
Il primo capo (art. 1-9) delinea le fonti del diritto. Il secondo riguarda l'applicazione della legge in generale.
Fra i principi generali che vengono affermati vi sono:
- cosa è fonte del diritto nell'ordinamento italiano: leggi, regolamenti, gli usi e le norme corporative;
- divieto per i regolamenti di contenere norme contrarie alle disposizioni delle leggi (art. 4);
- limiti dell'efficacia degli usi (art. 8);
- l'obbligo di applicare la legge in base alla sola lingua italiana, tenendo conto della connessione delle parole e rispettando la volontà del legislatore (art. 12);
- la vacatio legis di 15 giorni (art. 10);
- l'irretroattività della legge (art. 11);
- varie norme sull'interpretazione della legge (art. 12);
- l'esclusione dell'interpretazione analogica delle norme corporative (art. 13);
- il divieto di applicare le leggi penali o le leggi che fanno eccezione alle regole generali o ad altre leggi al di fuori del loro contenuto e oltre i tempi in esse previsti (art. 14);
- le norme sull'abrogazione (art. 15);

L'articolo 16 riguarda il principio di reciprocità nelle relazioni con gli stranieri in Italia.
Gli articoli dal 17 al 31, che riguardano la condizione giuridica dello straniero, sono stati abrogati dalla L. 31 maggio 1995, n. 218 sul sistema italiano di diritto internazionale privato.
La gerarchia delle fonti (art. 1) ha subito nel tempo una modifica in senso testuale, a seguito della soppressione dell'ordinamento corporativo. Al contempo ha subito un'estensione interpretativa, in quanto, con l'entrata in vigore della Costituzione e a seguito dell'adesione dell'Italia all'Unione europea, vige il principio cosiddetto della preferenza comunitaria, per cui le leggi e i regolamenti come fonte del diritto devono essere applicati solo ove non contrastanti con le norme di diritto comunitario.
Le norme non riguardano quindi il solo diritto civile, occupandosi invece di materie di rilevanza costituzionale. La reale funzione normativa delle norme di cui agli artt. 10-15 è dubbia, stante il loro carattere di legge ordinaria. Si ritiene che abbiano piuttosto cristallizzato in norma dei criteri e dei limiti del legislatore ordinario che operavano indipendentemente dal loro riconoscimento legislativo, in un contesto (le preleggi furono promulgate nel 1942) di assenza di disposizioni di rango costituzionale dello stesso tono. Lo statuto albertino infatti, contrariamente alla Costituzione italiana, ha carattere di costituzione flessibile e non dettagliava precisamente i limiti del legislatore nella formazione delle leggi. Al contrario, la Costituzione del 1948, recependo in parte il contenuto delle preleggi (es. irretroattività delle norme penali, vacatio legis), lo eleva a rango di legge costituzionale.